# Selecció femenina d'handbol de Noruega

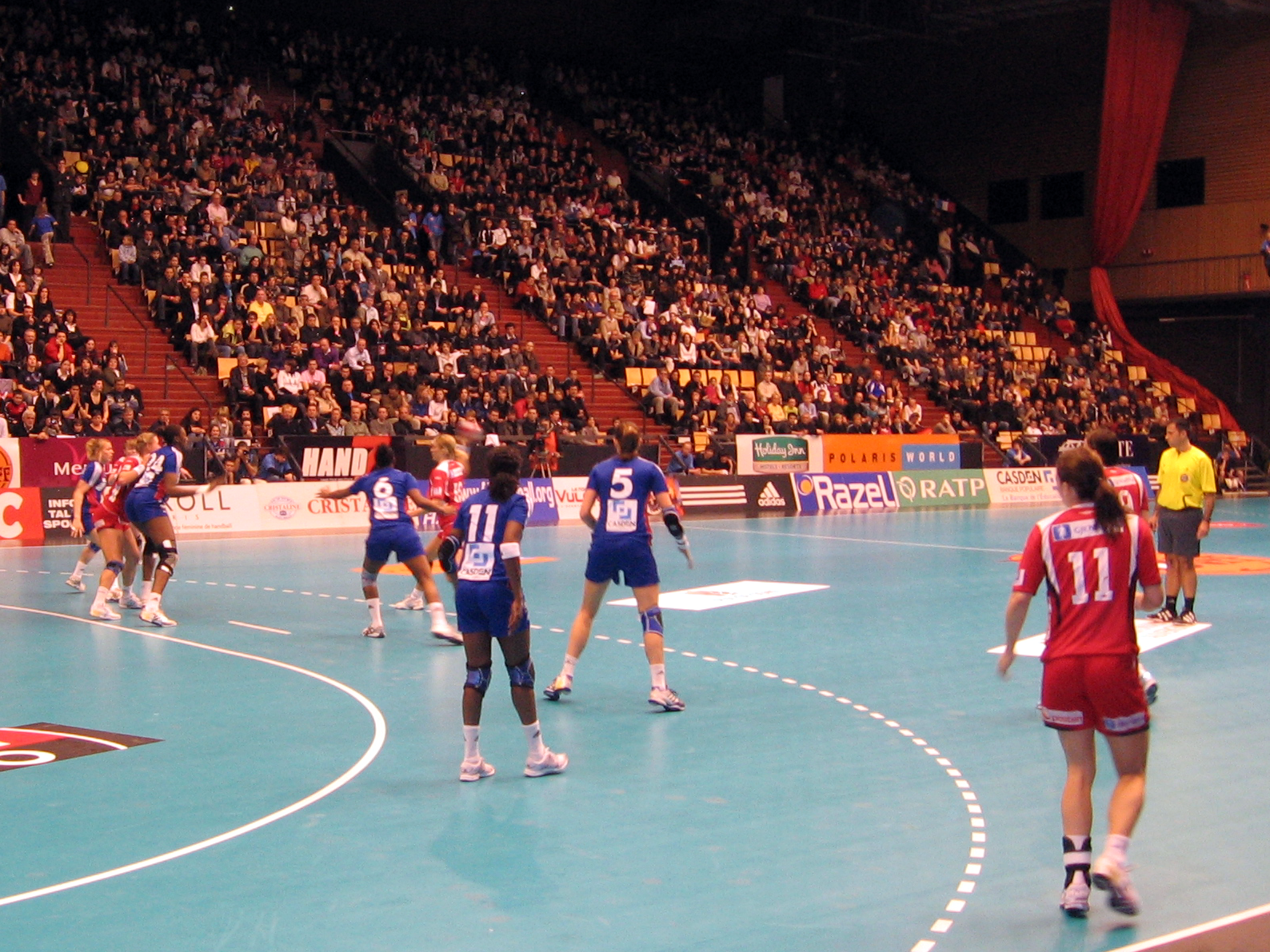
Partit amistós de la selecció de Noruega

La selecció femenina d'handbol de Noruega representa Noruega en les competicions internacionals d'handbol. Ha guanyat 8 medalles (3 d'or) en els Jocs Olímpics, 12 medalles (4 d'or) en el Campionat del Món i 14 medalles (10 d'or) en el Campionat d'Europa.
La selecció noruega és l'únic equip, tant femení com masculí, que ha guanyat 4 títols consecutius en el Campionat d'Europa, aconseguits entre el 2004 i el 2010.
Katrine Lunde, amb 363 partits jugats, és la jugadora amb més aparicions internacionals amb la samarreta de la selecció nacional, mentre que Kjersti Grini, amb 1.003 gols anotats, és la màxima golejadora en la història de l'equip noruec.

## Historial

### Jocs Olímpics
| Edició | Any  | Seu            | Posició              | J                    | G                    | E                    | P                    | GF                   | GC                   | DG                   |
| ------ | ---- | -------------- | -------------------- | -------------------- | -------------------- | -------------------- | -------------------- | -------------------- | -------------------- | -------------------- |
| XXI    | 1976 | Montreal       | No es va classificar | No es va classificar | No es va classificar | No es va classificar | No es va classificar | No es va classificar | No es va classificar | No es va classificar |
| XXII   | 1980 | Moscou         | No es va classificar | No es va classificar | No es va classificar | No es va classificar | No es va classificar | No es va classificar | No es va classificar | No es va classificar |
| XXIII  | 1984 | Los Angeles    | No es va classificar | No es va classificar | No es va classificar | No es va classificar | No es va classificar | No es va classificar | No es va classificar | No es va classificar |
| XXIV   | 1988 | Seül           | 2                    | 4                    | 3                    | 1                    | 1                    | 115                  | 91                   | +24                  |
| XXV    | 1992 | Barcelona      | 2                    | 5                    | 3                    | 0                    | 2                    | 99                   | 110                  | -11                  |
| XXVI   | 1996 | Atlanta        | 4a posició           | 5                    | 2                    | 0                    | 3                    | 116                  | 109                  | +7                   |
| XXVII  | 2000 | Sydney         | 3                    | 7                    | 6                    | 0                    | 1                    | 174                  | 137                  | +37                  |
| XXVIII | 2004 | Atenes         | No es va classificar | No es va classificar | No es va classificar | No es va classificar | No es va classificar | No es va classificar | No es va classificar | No es va classificar |
| XXIX   | 2008 | Pequín         | 1                    | 8                    | 8                    | 0                    | 0                    | 248                  | 185                  | +63                  |
| XXX    | 2012 | Londres        | 1                    | 8                    | 5                    | 1                    | 2                    | 196                  | 187                  | +9                   |
| XXXI   | 2016 | Rio de Janeiro | 3                    | 8                    | 6                    | 0                    | 2                    | 247                  | 205                  | +42                  |
| XXXII  | 2020 | Tòquio         | 3                    | 8                    | 7                    | 0                    | 1                    | 258                  | 191                  | +67                  |
| XXXIII | 2024 | París          | 1                    | 8                    | 7                    | 0                    | 1                    | 226                  | 167                  | +59                  |

### Campionat del Món
| Edició | Any  | Seu                      | Posició              | J                    | G                    | E                    | P                    | GF                   | GC                   | DG                   |
| ------ | ---- | ------------------------ | -------------------- | -------------------- | -------------------- | -------------------- | -------------------- | -------------------- | -------------------- | -------------------- |
| I      | 1957 | Iugoslàvia               | No es va classificar | No es va classificar | No es va classificar | No es va classificar | No es va classificar | No es va classificar | No es va classificar | No es va classificar |
| II     | 1962 | Romania                  | No es va classificar | No es va classificar | No es va classificar | No es va classificar | No es va classificar | No es va classificar | No es va classificar | No es va classificar |
| III    | 1965 | Alemanya Occidental      | No es va classificar | No es va classificar | No es va classificar | No es va classificar | No es va classificar | No es va classificar | No es va classificar | No es va classificar |
| IV     | 1971 | Països Baixos            | 7a posició           | 4                    | 1                    | 1                    | 2                    | 33                   | 41                   | -8                   |
| V      | 1973 | Iugoslàvia               | 8a posició           | 5                    | 1                    | 0                    | 4                    | 42                   | 57                   | -15                  |
| VI     | 1975 | URSS                     | 8a posició           | 5                    | 2                    | 0                    | 3                    | 61                   | 65                   | -5                   |
| VII    | 1978 | Txecoslovàquia           | No es va classificar | No es va classificar | No es va classificar | No es va classificar | No es va classificar | No es va classificar | No es va classificar | No es va classificar |
| VIII   | 1982 | Hongria                  | 7a posició           | 7                    | 4                    | 1                    | 2                    | 139                  | 117                  | +22                  |
| IX     | 1986 | Països Baixos            | 3                    | 7                    | 5                    | 1                    | 1                    | 174                  | 127                  | +47                  |
| X      | 1990 | Corea del Sud            | 6a posició           | 7                    | 4                    | 0                    | 3                    | 135                  | 135                  | 0                    |
| XI     | 1993 | Noruega                  | 3                    | 7                    | 6                    | 0                    | 1                    | 144                  | 126                  | +18                  |
| XII    | 1995 | Àustria Hongria          | 4a posició           | 8                    | 5                    | 0                    | 3                    | 205                  | 151                  | +54                  |
| XIII   | 1997 | Alemanya                 | 2                    | 9                    | 7                    | 0                    | 2                    | 251                  | 188                  | +63                  |
| XIV    | 1999 | Noruega Dinamarca        | 1                    | 9                    | 8                    | 0                    | 1                    | 240                  | 170                  | +70                  |
| XV     | 2001 | Itàlia                   | 2                    | 9                    | 8                    | 0                    | 1                    | 292                  | 203                  | +89                  |
| XVI    | 2003 | Croàcia                  | 6a posició           | 9                    | 6                    | 1                    | 2                    | 297                  | 241                  | +56                  |
| XVII   | 2005 | Rússia                   | 9a posició           | 8                    | 3                    | 1                    | 4                    | 232                  | 205                  | +27                  |
| XVIII  | 2007 | França                   | 2                    | 10                   | 8                    | 0                    | 2                    | 314                  | 246                  | +68                  |
| XIX    | 2009 | Xina                     | 3                    | 10                   | 8                    | 0                    | 2                    | 303                  | 227                  | +76                  |
| XX     | 2011 | Brasil                   | 1                    | 9                    | 8                    | 0                    | 1                    | 278                  | 201                  | +77                  |
| XXI    | 2013 | Sèrbia                   | 5a posició           | 7                    | 6                    | 0                    | 1                    | 198                  | 139                  | +59                  |
| XXII   | 2015 | Dinamarca                | 1                    | 9                    | 8                    | 0                    | 1                    | 269                  | 209                  | +60                  |
| XXIII  | 2017 | Alemanya                 | 2                    | 9                    | 7                    | 0                    | 2                    | 281                  | 196                  | +85                  |
| XXIV   | 2019 | Japó                     | 4a posició           | 10                   | 7                    | 0                    | 3                    | 309                  | 249                  | +60                  |
| XXV    | 2021 | Espanya                  | 1                    | 9                    | 8                    | 1                    | 0                    | 320                  | 191                  | +129                 |
| XXVI   | 2023 | Dinamarca Noruega Suècia | 2                    | 9                    | 7                    | 0                    | 2                    | 305                  | 205                  | +100                 |
| XXVII  | 2025 | Alemanya Països Baixos   | Classificada         | Classificada         | Classificada         | Classificada         | Classificada         | Classificada         | Classificada         | Classificada         |

### Campionat d'Europa
| Edició | Any  | Seu                                        | Posició      | J            | G            | E            | P            | GF           | GC           | DG           |
| ------ | ---- | ------------------------------------------ | ------------ | ------------ | ------------ | ------------ | ------------ | ------------ | ------------ | ------------ |
| I      | 1994 | Alemanya                                   | 3            | 7            | 4            | 0            | 3            | 134          | 130          | +4           |
| II     | 1996 | Dinamarca                                  | 2            | 7            | 4            | 2            | 1            | 179          | 151          | +28          |
| III    | 1998 | Països Baixos                              | 1            | 7            | 7            | 0            | 0            | 189          | 132          | +57          |
| IV     | 2000 | Romania                                    | 6a posició   | 6            | 2            | 2            | 2            | 151          | 149          | +2           |
| V      | 2002 | Dinamarca                                  | 2            | 8            | 6            | 1            | 1            | 203          | 169          | +34          |
| VI     | 2004 | Hongria                                    | 1            | 8            | 8            | 0            | 0            | 259          | 191          | +68          |
| VII    | 2006 | Suècia                                     | 1            | 8            | 8            | 0            | 3            | 258          | 179          | +79          |
| VIII   | 2008 | Macedònia                                  | 1            | 8            | 7            | 1            | 0            | 248          | 169          | +79          |
| IX     | 2010 | Dinamarca Noruega                          | 1            | 8            | 7            | 0            | 1            | 239          | 146          | +93          |
| X      | 2012 | Sèrbia                                     | 2            | 8            | 6            | 0            | 2            | 219          | 194          | +25          |
| XI     | 2014 | Croàcia Hongria                            | 1            | 8            | 7            | 0            | 1            | 225          | 192          | +33          |
| XII    | 2016 | Suècia                                     | 1            | 8            | 8            | 0            | 0            | 211          | 170          | +41          |
| XIII   | 2018 | França                                     | 5a posició   | 7            | 5            | 0            | 2            | 224          | 177          | +47          |
| XIV    | 2020 | Dinamarca                                  | 1            | 8            | 8            | 0            | 0            | 254          | 180          | +74          |
| XV     | 2022 | Eslovènia Macedònia del Nord Montenegro    | 1            | 8            | 7            | 0            | 1            | 239          | 190          | +49          |
| XVI    | 2024 | Àustria Hongria Suïssa                     | 1            | 9            | 9            | 0            | 0            | 300          | 206          | +94          |
| XVII   | 2026 | Txèquia Polònia Romania Eslovàquia Turquia | Classificada | Classificada | Classificada | Classificada | Classificada | Classificada | Classificada | Classificada |

## Jugadores amb més partits
| Posició | Jugadora                      | Partits | Gols |
| ------- | ----------------------------- | ------- | ---- |
| 1       | Katrine Lunde                 | 373     | 3    |
| 2       | Camilla Herrem                | 332     | 951  |
| 3       | Karoline Dyhre Breivang       | 305     | 475  |
| 4       | Susann Goksor Bjerkrheim      | 296     | 844  |
| 5       | Linn-Kristin Riegelhuth Koren | 279     | 971  |
| 6       | Stine Oftedal Dahmke          | 269     | 757  |
| 6       | Heidi Sundal                  | 269     | 731  |
| 8       | Tonje Larsen                  | 264     | 567  |
| 9       | Annette Skotvoll              | 250     | 2    |
| 10      | Karin Pettersen Ryen          | 244     | 546  |

## Jugadores amb més gols
| Posició | Jugadora                      | Gols | Partits |
| ------- | ----------------------------- | ---- | ------- |
| 1       | Kjersti Grini                 | 1003 | 201     |
| 2       | Linn-Kristin Riegelhuth Koren | 971  | 279     |
| 3       | Camilla Herrem                | 951  | 332     |
| 4       | Cathrine Roll-Matthiesen      | 921  | 234     |
| 5       | Nora Mork                     | 913  | 192     |
| 6       | Susann Goksor Bjerkrheim      | 844  | 296     |
| 7       | Trine Haltvik                 | 834  | 241     |
| 8       | Heidi Loke                    | 801  | 226     |
| 9       | Stine Oftedal Dahmke          | 757  | 269     |
| 10      | Heidi Sundal                  | 731  | 269     |